# Hovenia
Hovenia es un pequeño género de árboles de hoja caduca o arbustos de la familia Rhamnaceae naturales de la India y Japón. El "árbol de las pasas" (Hovenia dulcis), es el más conocido del grupo, ya que se ha plantado en jardines fuera de Asia. 

## Taxonomía
Hovenia fue descrito por Carl Peter Thunberg y publicado en Nova Genera Plantarum 1: 7–8, en 1781.

## Especies
Comprende 4 especies y 6 variedades aceptadas:
- Hovenia acerba Lindl., 1821
  - Hovenia acerba var. acerba
  - Hovenia acerba var. kiukiangensis (Hu y W.C.Cheng) C.Y.Wu ex Y.L.Chen, 1979
- Hovenia dulcis Thunb., 1781
  - Hovenia dulcis var. crassifolia Konta, 2005
  - Hovenia dulcis var. dulcis
- Hovenia tomentella Nakai, 1939
- Hovenia trichocarpa Chun y Tsiang, 1939
  - Hovenia trichocarpa var. robusta (Nakai y Y.Kimura) Y.L.Chen y P.K.Chou, 1982
  - Hovenia trichocarpa var. trichocarpa